# 澳大利亞鯨尾魚
澳大利亞鯨尾魚，為輻鰭魚綱鱈形目鼠尾鱈科的其中一種。分布於東印度洋澳洲海域，屬深海底棲性魚類，棲息深度在1316-1700公尺，體長可達40公分，棲息在大陸坡，生活習性不明。